# 위지 왜인전

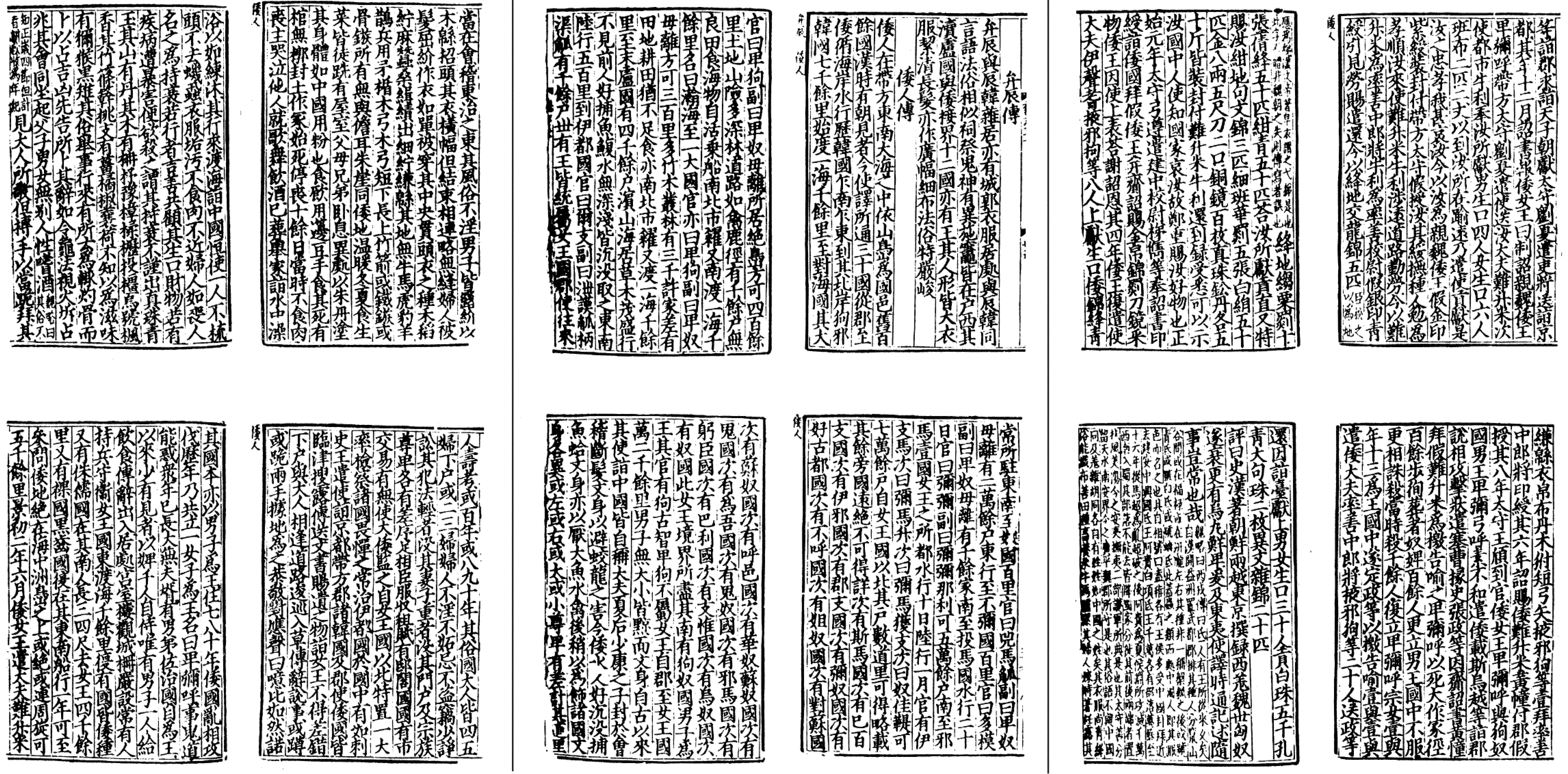

위지왜인전 (魏志倭人傳, 일본어: 魏志倭人伝 기시와진덴[*])은 중국 위진남북조 시대의 사학자 진수가 쓴 정사 《삼국지》 안에 있는 〈위서〉(魏書, 전 30권)에 담겨 있는 동이전 (東夷傳)의 "왜인"에 관한 조항을 가리키는 말이다. 정식 명칭은 "《삼국지》 위서동이전 왜인조"이며, 1,988자 또는 2,008자가 쓰여 있다고 한다.
《삼국지》 안에 〈왜인전〉이 쓰여 있어서 "위지왜인전"이라 불리는 것은 아니며, 〈동이전〉 안에서 왜 및 왜인에 관한 내용을 적은 것을 위지왜인전이라 가리킨다.